# グレンアビーゴルフコース
グレンアビーゴルフクラブ (Glen Abbey Golf Club) はカナダオンタリオ州オークビルにあり法人オーナーを持つゴルフコース。カナダにおける最も有名なゴルフ場の一つで、カナディアンゴルフ協会 (Golf Canada) の本部やカナダゴルフ殿堂もここにある。1977年以降、合計回数で他をはるかに凌ぐ30回にわたりカナディアンオープンを開催している。ジャック・ニクラスが初めて単独でコース設計を行った。 
グレンアビーの名物ホールは11番から15番にかけての谷（バレー）ホール群である。パー4の11番ホールはティーが高さ60フィートの崖の縁にあり、セカンドショットは「シックスティーンマイルクリーク (Sixteen Mile Creek)」を越えなければならない。12番、13番、14番は前出のシックスティーンマイルクリークがコースと交差してハザードとなっている。15番はパー3のショートホールだがグリーンの傾斜がきつい。16番ホールに進むには急坂を登らなくてはならない。 
グレンアビーの現在の所有者は、TWCエンタープライズリミテッドが運営するクラブリンク (Clublink) 社であり、住宅地開発や商業施設を建設するためにゴルフコースを取り壊す計画を持っている。オークビル市議会はここを市の遺産に指定してこれに反対している。2018年、上級裁判所は計画を阻止するために市が行った活動に対してこれを否定する裁定を行った。 

## 歴史
ゴルフクラブができるより以前、グレンアビーの土地は何度かにわたり所有者が変わった。もともとは1814年にキングズカレッジ（King’s College、トロント大学の前身）に払い下げられた土地だった。1937年にアンドレ・ドーフマンに売却され個人の所有地になった。1953年にアッパーカナダにあるジェズイット教団修道士の隠居所として使われた。1963年から1974年にかけては別のデベロッパーが所有者となり紳士社交クラブとゴルフ場（その後スキー場に変更）建設を計画した。 

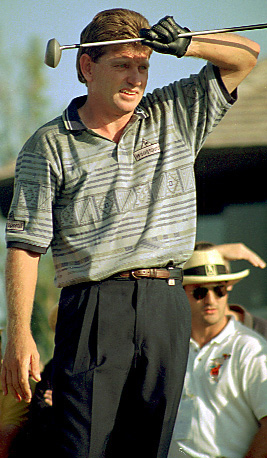
グレンアビーゴルフクラブにおける1994年 カナディアンオープンでのニック・プライス 。

1974年になり、この物件はまた別のデベロッパーに売却され、現在のゴルフコースが完成した。1975年 RCGA が本部をここに移動、カナダゴルフ殿堂も翌年に移された。2年後にはここで初めてカナディアンオープンが開催された。現在はカナディアンオープン開催地の輪番制の一つに組み込まれており、実際、1977年以降30回のカナディアンオープンが開かれた。RCGA は1990年にクラブを買い取ったが、1999年にクラブリンクに売却した。 
18番ホールは2000年のカナディアンオープンでのタイガー・ウッズのプレーで有名になった。最終日、ウッズはフェアウェイ右のバンカーから残り218ヤードを6番アイアンで打ち、グリーンをガードする大きな池を超えてカップから18フィートに付けた。これにより同じ組のグラント・ウェイトを破り優勝することができた。このショットはウッズのゴルフキャリアおよび PGA ツアーの歴史の両方において最も壮観なシーンの一つに数えられている。 
マーク・カルカベッキアはここで2009年に開催されたカナディアンオープンの2日目に9連続バーディーという PGA ツアー記録を打ち立てた。この日は10番ホールからのスタートで、12番から18番、さらにフロントナインの1番と2番でバーディーを取った。 

### 再開発計画

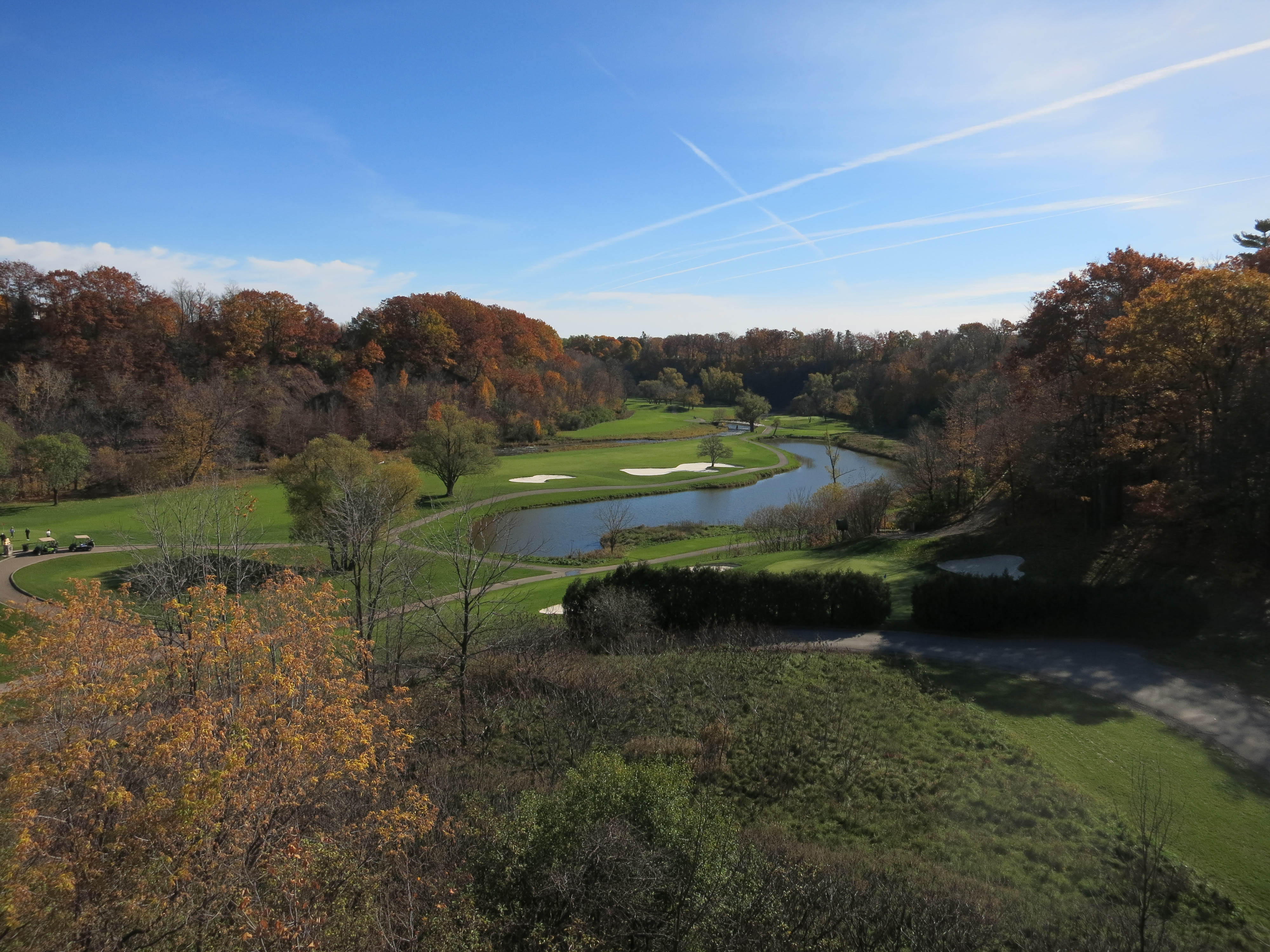
グレンアビーゴルフコース（2016年11月）

クラブリンク社は2015年10月に当該用地再開発の申請を行った。この計画の中にゴルフコースは無かった。オークビル市議会は2017年8月にオンタリオ州遺産法 (Ontario Heritage Act) に基づきゴルフコースを遺産であると宣言した。これによりクラブリンクの開発計画である 3,222 戸の住宅や 69,000 平方フィートの商業・小売スペース、107,000平方フィートのオフィススペースの開発実現は困難になった。ゴルフカナダは2018年にここグレンアビーでカナディアンオープンを開催する計画だったが、必要な認可が得られるかどうかの見通しが立たなくなったが、最終的には開催にこぎつけることができた。 
オークビル市は2018年2月18日にその計画開発評議会において全会一致でゴルフコース取り壊し計画を否決した。2018年夏、クラブリンクが上級裁判所による取り壊し許可の決定を待っている間にカナディアンオープンが開催された。同年10月25日エドワード・モーガン判事は、市が否定しているにもかかわらず、クラブリンクは地方計画控訴裁判所 (Local Planning Appeal Tribunal, LPAT) にこの解体申請を行う権利を有している、と裁定した。市議会はこれを受けてオンタリオ州控訴裁判所に持ち込むことをこれまた全会一致で可決した。 
2018年12月11日、オンタリオ州上級裁判所はグレンアビー開発計画の阻止を目的とした保全計画と細則に否定的な裁定を行った。エドワード・モーガン判事は、市の行ったことは権限を越えたものであり、また不誠実に行われたと述べた。地方計画控訴裁判所 (LPTA) は、市によって更新された公式計画と修正された細則、およびクラブリンクの訴えに関して2019年6月に8日間の公聴会を開くこととし、またこれとは別に2019年後半にはクラブリンクの開発申請に関する公聴会も実施される。   
2018年10月時点での報告では、所有者の計画が明らかとなった：「高さ 9 から 12 階建ての9 棟のビルを含む 3,222 戸の住宅」の建設。これら住宅はオフィススペースと商業・小売スペースのビル上層階に立地する。 
2019年と2023年のカナディアンオープンはハミルトンゴルフアンドカントリークラブで開催されることになっているが、開発計画が進行しない場合、数年間はグレンアビーで行われる可能性がある。 